# Skaudwile
Skaudwile (lit. Skaudvilė) – miasto na Litwie, położone w okręgu tauroskim, 26 km od Taurogów.
W XVIII wieku właścicielami dóbr byli Micewicze. W 1797 r. Ignacy Micewicz ufundował drewniany klasycystyczny kościół katolicki z cennym wyposażeniem z tej epoki. Obok drewniana dzwonnica z 1823 r.
Kościół luterański, drewniany z 1827 r.